# Navidad en vivo
Navidad en vivo es una película de Comedia mexicana de la plataforma de streaming HBO Max, se estrenó el 9 de diciembre de 2022. 
Protagonizada por Regina Pavón Jesús Zavala, Anahí Allué, Yuriria Del Valle, Esmeralda Soto y Harold Azuara.

## Sinopsis
Los empleados de un programa mexicano se enfrentarán en una competencia durante la temporada navideña para conseguir el codiciado puesto en el equipo de producción. Esta oportunidad les genera gran inquietud, ya que podría impulsar sus carreras hasta lo más alto. 

## Elenco
- Regina Pavón como Belén
- Jesús Zavala como Lucio
- Harold Azuara como Javi
- Esmeralda Soto como Karla
- Ligia Uriarte como Renata
- Francisco de la Reguera como Miguel
- Anahí Allué como Mabel
- Martín Barba como Iván
- Yuriria Del Valle como Susana
- Mauricio Hernandez como Patricio

## Recepción

### Comentarios de la  critica
Mario Durán, de El Dictamen, señala que Navidad en vivo presenta una premisa muy atractiva, pero aunque su inicio es prometedor, el desarrollo no logra sostenerse debido a una comedia fría que dificulta la empatía con los personajes. Estos tienen interpretaciones exageradas, pero consiguen destacar hacia el final de la película. Para Durán, el desenlace no alcanza el nivel de emoción ni adrenalina que cabría esperar, pese a basarse en situaciones típicamente estadounidenses. No obstante, la película logra transmitir la lucha por el éxito y cómo la competitividad define nuestra personalidad. Respecto a los protagonistas, Jesús Zavala y Regina Pavón, destaca su gran carisma.
Norma Pérez Quiroz, de 7 24 Noticias, asegura que es una opción ideal para disfrutar de una noche navideña divertida, ya que combina risas con un toque de romance, evitando los clichés habituales. Destaca que las actuaciones son clave para lograr este efecto, ya que la guionista crea personajes que representan estereotipos de la vida cotidiana, exagerando sus rasgos más oscuros en una sátira que, de manera irónica, también resalta muchas de sus virtudes.